# Bardenas Reales
Les Bardenas Reales sont une zone semi-désertique d'une superficie de 39 200 ha (392 km²) située en Espagne, au sud-est de la Navarre, entre Tudela et Carcastillo. Elle regroupe plus précisément la Bardena Blanca, désertique, la Bardena Negra, recouverte d'une forêt xérophile et El Plano, steppique et agricole.
Cette réserve naturelle présente une végétation particulière qui lui vaut d'être inscrite comme réserve mondiale de biosphère par l'Unesco. L'érosion y a en outre façonné d'impressionnantes formations rocheuses, dont le Castil de tierra ou encore les massifs du Rallon et de la Piskerra, composés de badlands, sont les manifestations les plus emblématiques. Ce paysage particulier en a fait un lieu de tournage de plusieurs films et séries audiovisuelles dont notamment des scènes de Game of Thrones.

## Toponymie
Le terme Bardenas serait un dérivé du mot aragonais pardinas qui désigne les pâturages des plaines de l'Èbre. Le terme Reales rappelle que cette région fut une propriété royale de Navarre.
On utilise parfois simplement le terme « Bardenas » pour parler du désert.

## Géographie
Le désert des Bardenas Reales est une partie d'une vaste dépression appelée la dépression de l'Èbre. Cette région particulièrement aride et dépourvue de cours d'eau permanents, s'étend sur plus de 200 km entre les villes de Tudela en Navarre et Lérida en Catalogne.
Avec sa superficie de 39 200 ha, c'est une des plus vastes zones désertiques de la péninsule ibérique. Il n'y a quasiment pas d'habitant et les routes se composent essentiellement de pistes qui s'entrecroisent de façon anarchique.

### Géologie
La composition des sols est semblable à celle de la dépression de l'Èbre: on trouve beaucoup de sédiments datant du Tertiaire et du Quaternaire. Ces sédiments d'origine clastique, ont été transportés par les fleuves et les rivières avant de se déposer dans des lacs, qui se sont peu à peu transformés en roche par compactage. La marne d'aspect friable, compact ou meuble, est le sédiment le plus commun, mais on trouve aussi du gypse, du calcaire ou du grès. Les dépôts salins, résultant de l'assèchement d'un grand lac salé préhistorique, sont présents dans la zone centrale de la Blanca. 

### Relief
Le relief est caractérisé par des nombreuses strates quasi horizontales avec un fort contraste de couleurs. La couverture végétale étant rare, les vents et les pluies sont responsables de la forte érosion de la région. Les secteurs de La Piskerra et d'El Rallon sont les meilleurs exemples du type d'érosion des Bardenas; les précipitations ont formé des monolithes et des orgues accrochés à flanc de falaises. De vastes terrasses ont été dégagées par l'érosion. La marne, qui devient pâteuse sous l'effet de la pluie, crée des plissements sur le relief qui font office de rigoles et donne une impression de dissolution du relief. Le ruissellement de l'eau creuse les sols et crée de nombreux ravins: les barrancos; et est à l'origine des badlands de La Blanca. Les ravins charrient vers l'Èbre toutes les eaux de pluie qui tombent sur le désert.
Cependant, dans les espaces agricoles et les secteurs boisés (El Plano, Las Planas de la Negra…), l'érosion est moindre. 
Le relief est composé de hautes collines, de falaises, de hauts plateaux (les planas) ainsi que de grands espaces plats et vides où serpentent des barrancos ou ravins. La végétation est rare et l'érosion différentielle est forte et endémique. Les Bardenas Reales sont partagées en trois secteurs distincts : La Negra, La Blanca et El Plano.

#### La Negra
Zone la plus méridionale du désert, ces reliefs  composés de collines et de hauts plateaux sont parmi les plus élevés. Elle doit son nom au boisement important  de pins d'Alep et de chênes kermès qui assombrit le paysage.
Elle est divisée en deux secteurs indépendants autour du ravin de Valdenovillas au sud et de celui de Tudela au nord, qui se rejoignent à La Plana de la Negra, point culminant à 600 m d'altitude. Le ravin de Valdenovillas part des pentes de Las Caidas de la Negra, dans la direction SE pour rejoindre l'Èbre via la Bardena Aragonaise. Le ravin de Tudela commence au pied de La PLana Alfarillo, et rejoint l'Èbre par le SO entre les villes de Tudela et de Cabanillas. On y trouve deux réserves naturelles: Las Caidas (1 929 ha) au Sud  et El Rincon del Bu (460 ha) au nord . Las Caidas, au fond d'une profonde dépression, abritent un important boisement de pins.  El Rincon del Bu est une plaine aride faite de collines, de ravins profonds; les cultures y sont quasi inexistantes.

#### La Blanca
Située entre les hautes collines de La Negra et les falaises d'El Plano, elle comporte de nombreux ravins et a une superficie de 170 km2
La Blanca Baja, partie la plus basse du désert, où se trouve la cheminée de fée de Castil de Tierra et la Blanca Alta, vaste plateau aux nombreuses collines tabulaires, en sont les deux secteurs distincts.  
Les ravins de La Blanca dépendent tous du Grande Barranco et de l'Andarraguia. 

#### El Plano
Partie la plus septentrionale du désert, c'est un vaste plateau où se trouvent quelques collines et de nombreuses cultures. Il n'existe qu'un seul grand ravin, Agua Salada, dans cette partie du désert car l'érosion y est moins forte. Un vaste plan d'eau artificiel y a été créé, l'étang d'El Ferial et l'aqueduc Navarra  déversent le trop plein d'eau dans le ravin.
On y trouve la réserve naturelle Vedado de Eguaras (500 ha) composée de pinèdes peu denses et de terres cultivées.

### Climat et orographie

#### Climat
À cause de la vaste dépression de l'Èbre, le climat est semi-aride (BSk) selon la classement de Köppen. Les périodes les plus sèches sont les mois de janvier, février, juillet et août. En été, les températures dépassent souvent les 35 °C à l'ombre, et un vent sec qui souffle en rafales, le Cierzo, accentue cette sècheresse. Les températures hivernales descendent rarement sous −4 °C et la neige y est très rare. 
Les périodes les plus humides sont les mois de mars, avril, novembre et décembre. Les pluies brèves et puissantes accentuent l'érosion des sols.

#### Orographie
Sans cours d'eau permanent, le désert est entouré par quatre fleuves ou rivières : l'Èbre, l'Aragon, l'Arba et le Riguel, ainsi que de nombreux canaux d'irrigation venant du lac artificiel de Yesa en Aragon, qui irriguent, très peu, le nord d'El Plano. 
L'évaporation des eaux, supérieure à 700 l/m2 par an, est supérieure aux précipitations, environ 500 l/m2 par an.
Les barrancos, ravins, recueillent les eaux de pluie et les déversent dans les fleuves les plus proches. Valdenovillas, Tudela, Andarraguia, Agua Salada et el Barranco Grande sont les ravins les plus importants. Seul le barranco Agua Salada a de l'eau toute l'année, grâce à l'étang artificiel El Ferial. On trouve trois plans d'eau artificiels: l'étang d'El Ferial, celui de Zapata et celui de Las Cortinas; des mares artificielles, les Balsas, pour abreuver les troupeaux. La sécheresse estivale peut réduire la superficie des étangs de moitié.  Les seuls points d'eau permanents sont les cinq sources situées à El Plano: El Ferial, El Galon, Agua Salada, El Gozillo et El Calamocho.

### Faune et flore
On trouve des bosquets de pins d’Alep, de chênes kermès, de tamaris alternant avec du maquis (genévrier, romarin, etc.). Une steppe s'étend dans le Rincon de Bu.
La faune y est forestière ou désertique, selon le lieu : sanglier, renard, chat sauvage, hibou, aigle royal, vautour, percnoptère d'Égypte, lézard, vipère, couleuvre, etc. On trouve aussi des représentants de la faune aquatique tels que la tanche, l'écrevisse américaine, la grenouille de Pérez et divers crapauds (Pelobates cultripes, Pelodytes punctatus, Discoglossus jeanneae…). Les loups et cerfs, autrefois présents dans le désert, ont disparu du fait d'une déforestation intensive.

### Agriculture
Les cultures de céréales (orge et maïs) sont très majoritaires (plus de 90 %), à côté de rares champs d'asperges, d'amandiers et de rangs de vignes. Il y a peu de terres irriguées, situées dans le secteur d'El Plano et à l'est de celui de La Blanca. Les rendements sont faibles à cause de la salinité et de la pauvreté des sols. Différents villages de la région possèdent des terres agricoles dans les Bardenas Reales: Arguedas, Fustiñana, Carcastillo, Cabanillas et Caparroso et la ville de Tudela. 
Le pastoralisme ovin et bovin est sur le déclin: les troupeaux fréquentent la région entre octobre et avril en empruntant les cañadas, chemins de transhumance qui relient le désert aux villages ayant un droit de pâture. 
Le jour d'entrée des troupeaux dans les Bardenas est le jour de la San Miguel, le 18 septembre, au lieu-dit El Paso, du côté de Carcastillo. Dès l'aube, la Sanmiguelada, c'est la fête de la transhumance depuis les vallées pyrénéennes de Roncal et Salazar. Alors commence la dispersion, qui durera plusieurs jours, de milliers de brebis dans les collines.

### Le polygone de tir
Les Bardenas abritent depuis 1951 une base de l'armée de l'air espagnole, dont l'implantation en cette zone naturelle exceptionnelle a très vite suscité l'opposition des populations locales qui manifestent fréquemment contre la poursuite des activités militaires.
Les installations militaires sont composées d'une route goudronnée (d'Arguedas vers La Blanca), d'une base et d'un champ de tir, où l'on peut observer des cibles diverses, des avions de chasse réformés, des miradors… , délimité par une large piste. Les manœuvres militaires sont quotidiennes mais sont suspendues pendant les périodes de travaux agricoles.

### Tourisme
Avant le milieu du XXe siècle, seuls les bergers et les paysans fréquentaient le désert. Avec l'arrivée, dans les années 1980, de responsables touristiques et de photographes, le désert devient de plus en plus connu, à tel point qu'au milieu des années 1990, la surfréquentation du désert oblige le gouvernement de Navarre à créer un parc naturel en 1999. Les pistes ouvertes aux piétons et VTT sont d'anciens chemins pastoraux. Pour les voitures, il n'y a que deux routes goudronnées dont une mène au polygone de tir et l'autre est la NA 125; la piste qui entoure le polygone de tir est praticable pour les voitures. Des sentiers de randonnées pédestres ou en VTT sont balisés de façon discrète et des panneaux d'informations à l'entrée du désert permettent de les trouver.
Depuis 2016, le syndicat d'initiative des Bárdenas Reales promeut un tourisme culturel essayant d'approcher les fans de la série Game of Thrones. En effet, les Bárdenas Reales ont servi de décor pour le tournage de certaines scènes de la saison 6 de la série américaine.

## Histoire
Le pastoralisme est très ancien : dès le Moyen Âge, les chemins de transhumance, les cañadas, amenaient jusqu’au désert près de 500 000 bêtes. L'arrivée des Maures, au VIIIe siècle  n'a pas changé l'activité du lieu. En 882, le roi de Navarre octroie des droits de pâture dans les Bardenas aux bergers de Roncal en récompense de leurs services rendus pendant la guerre. La vallée de l'Èbre étant en territoire maure à l'époque, les bergers chrétiens se contentent des pâtures d'El Plano et de La Blanca Negra. À la capitulation des Maures, de nombreux villages alentour sont abandonnés. Pour repeupler la région, le roi de Navarre accorde des privilèges aux nouveaux arrivants concernant les droits de pâture, de culture et d'exploitation forestière. 
Les premières traces d'exploitation forestière de la région datent du XIe siècle; l'exploitation prend fin au XIXe siècle après une déforestation sauvage et incontrôlée. 
À partir du XIIe siècle, les terres de Bardenas Reales sont sources de conflits entre les Navarrais et les Aragonais; la frontière sera longtemps aléatoire. Au XIIIe siècle, le roi de Navarre met en place une ligne défensive faite de châteaux, souvent de simples tours, sur les hauteurs. Le Castillo de Peñaflor  est le mieux conservé dans la réserve de Vedado de Eguaras. Une princesse, Doña Blanca y aurait été enfermée à vie pour adultère.  
Ces châteaux protègent aussi des bandes de bandits qui sévissent dans la région. Ils sont si nombreux que l'expression populaire « aller à la bardena » signifiait « fuir la justice ». En 1204, une confrérie de villages aragonais et navarrais est créée pour chasser les brigands. Le plus célèbre, autoproclamé « roi des Bardenas et de la population locale », est Sancho Rota, ou Sanchicorrota, au XVe siècle. En 1452, le roi Juan II envoie une armée le combattre. La bataille a lieu dans les Bardenas, près d'El Rallon. Le brigand se suicide pour échapper à la justice. 
Les premiers champs cultivés apparaissent au XXe siècle.
En 1987, le gouvernement de Navarre crée trois réserves naturelles : Las Caidas de la Negra, El Vedado de Eguaras et El Rincon de Bu.
En 1999 naît le parc naturel des Bardenas Reales de Navarre, réponse à l'attraction touristique quelque peu incontrôlée depuis le début des années 1990. L'UNESCO l'inscrit comme réserve de biosphère en 2000.

## Sommets
- Loma Negra, 646 m 42° 04′ 20″ nord, 1° 21′ 52″ ouest
- Peña la Aguda, 629 m 42° 03′ 23″ nord, 1° 20′ 51″ ouest
- Nasa Alta, 629 m 42° 08′ 18″ nord, 1° 24′ 01″ ouest
- Punta del Aguilar, 613 m 42° 01′ 43″ nord, 1° 20′ 23″ ouest
- Cabezo Aguilar, 613 m 42° 01′ 23″ nord, 1° 20′ 45″ ouest
- Nasa Baja, 602 m 42° 07′ 46″ nord, 1° 24′ 01″ ouest
- Castillo de la Estaca, 593 m 42° 07′ 27″ nord, 1° 23′ 44″ ouest
- San Antón, 565 m 42° 06′ 35″ nord, 1° 22′ 33″ ouest
- Cabezo del Fraile, 557 m 42° 00′ 13″ nord, 1° 22′ 32″ ouest
- Bandera, 512 m 42° 04′ 59″ nord, 1° 28′ 33″ ouest
- Tres Mugas, 511 m 42° 17′ 32″ nord, 1° 23′ 53″ ouest
- Cabezo Gancho, 509 m 42° 07′ 52″ nord, 1° 25′ 30″ ouest
- Cornialto, 509 m 42° 17′ 14″ nord, 1° 27′ 07″ ouest
- Puy Águila, 500 m 42° 16′ 11″ nord, 1° 23′ 46″ ouest
- Ralla, 498 m 42° 12′ 54″ nord, 1° 25′ 28″ ouest
- Yugo, 498 m 42° 11′ 22″ nord, 1° 34′ 01″ ouest
- Olivete, 494 m 42° 04′ 51″ nord, 1° 30′ 03″ ouest
- Rallón, 493 m 42° 12′ 35″ nord, 1° 25′ 40″ ouest
- Txirimendia, 493 m 42° 18′ 40″ nord, 1° 25′ 41″ ouest
- Plana Alta, 489 m 42° 09′ 03″ nord, 1° 26′ 48″ ouest
- Angarillones, 488 m 42° 13′ 28″ nord, 1° 25′ 16″ ouest
- Tresmontes, 487 m 42° 06′ 54″ nord, 1° 29′ 12″ ouest
- Cabezo de Atalaya, 481 m 42° 06′ 29″ nord, 1° 29′ 04″ ouest
- Alto de las Cañas, 478 m 42° 17′ 30″ nord, 1° 24′ 37″ ouest

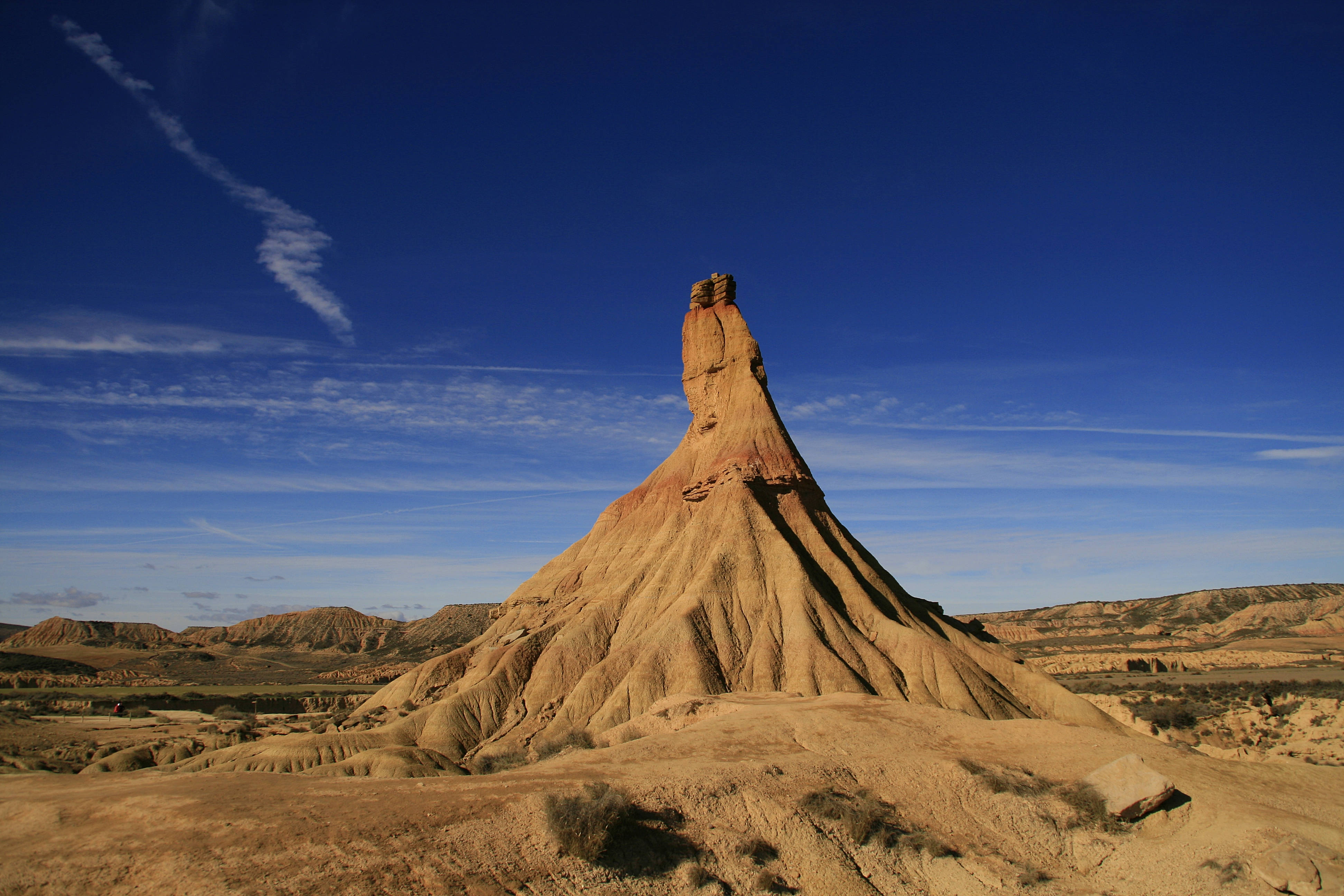
Castil de tierra, la cheminée de fée emblématique des Bardenas Reales.

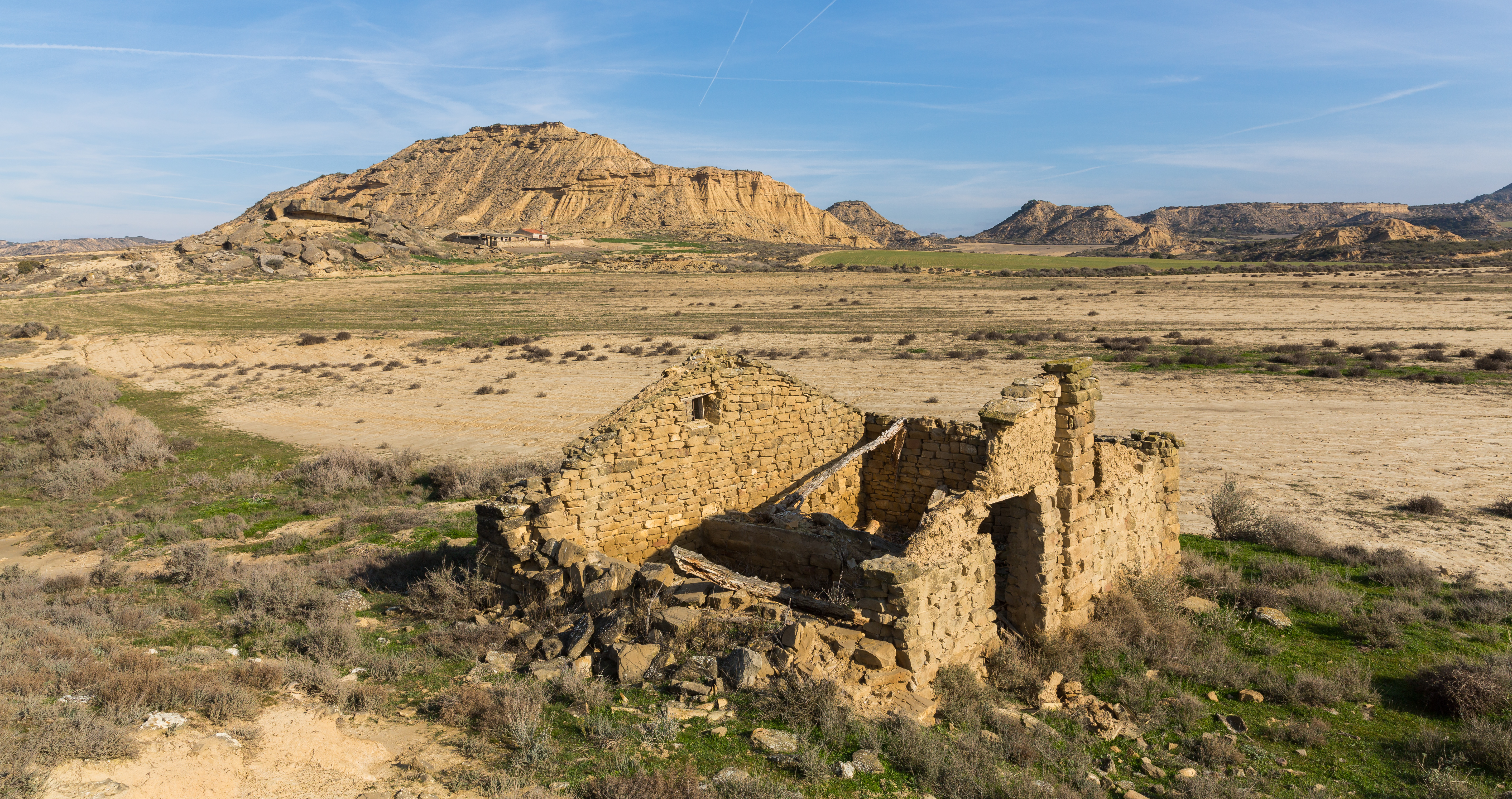
Paysage dans le parc national.

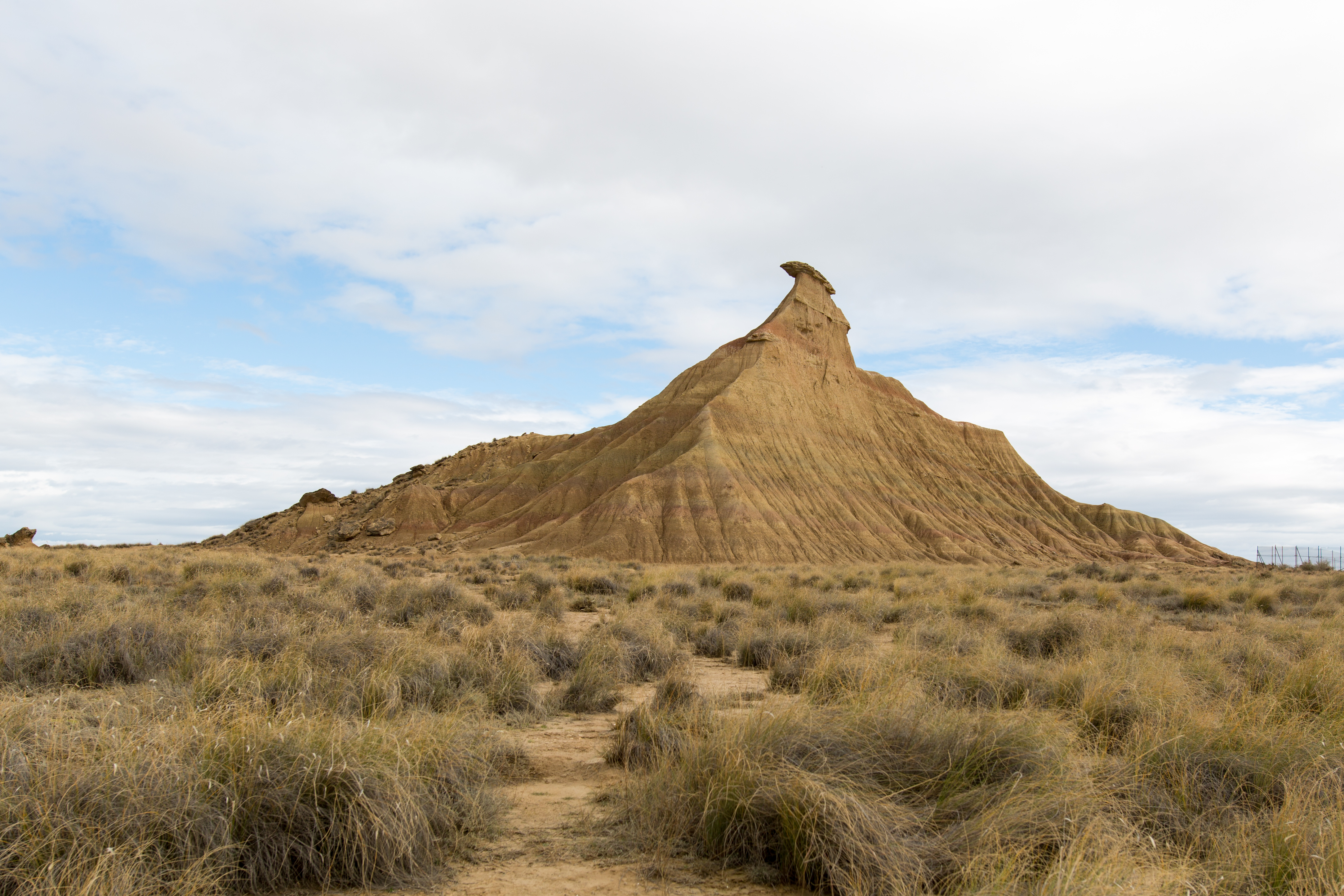
Autre cheminée de fée.

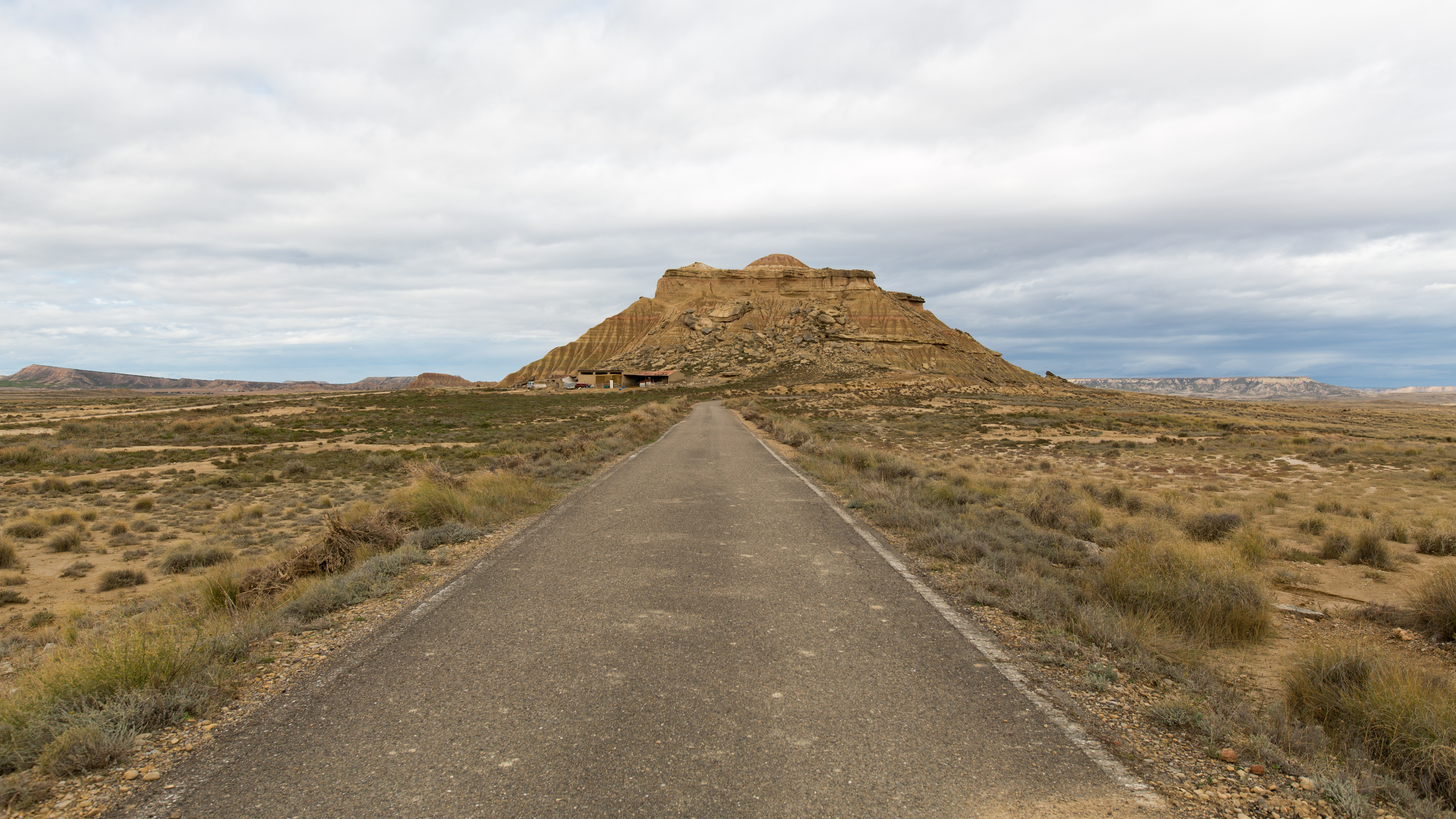
Les trois frères.

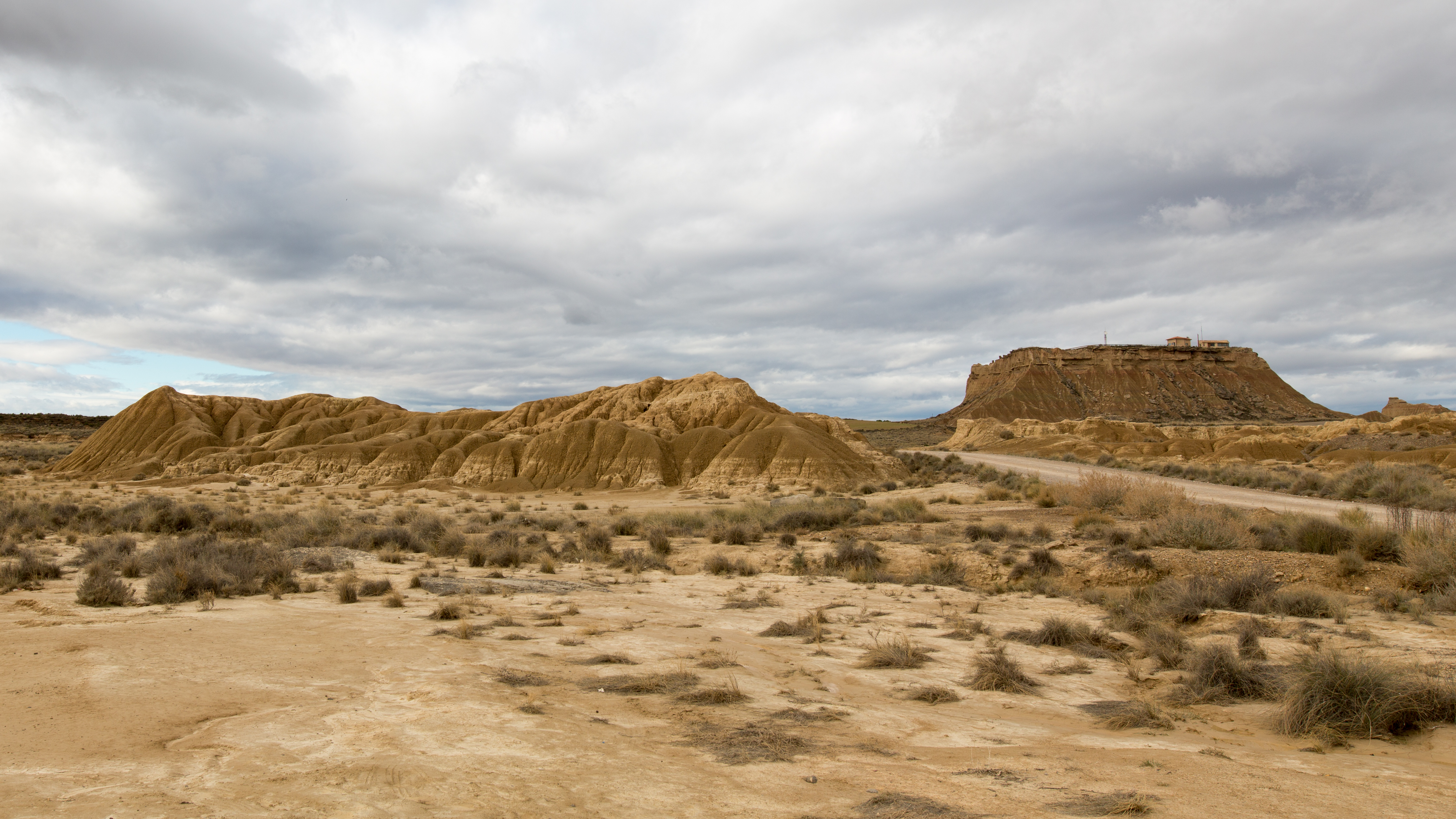
La base

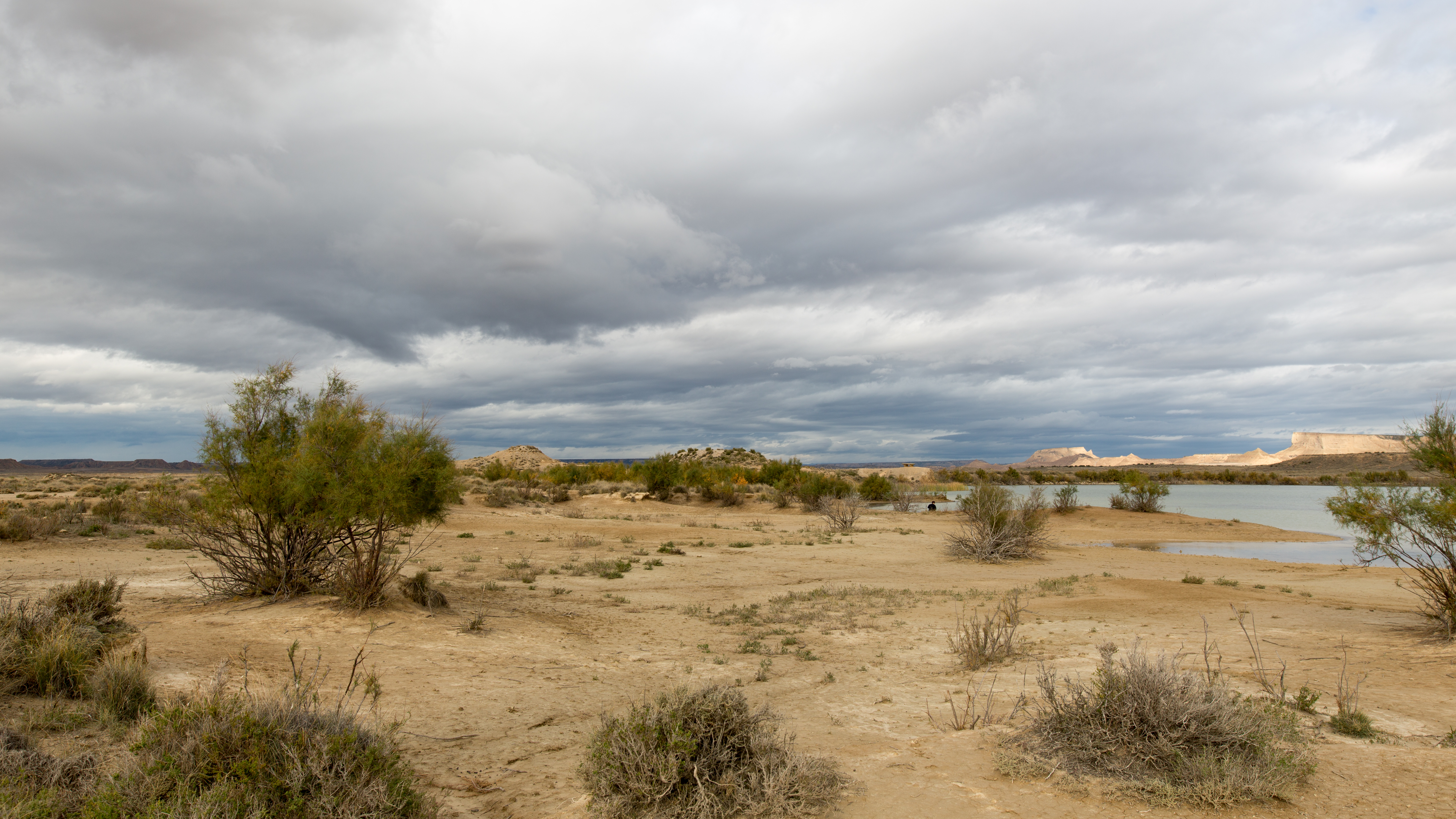
Balsa de Zapata

- Cabezo de Portillovihuela, 477 m 42° 04′ 16″ nord, 1° 26′ 39″ ouest
- Balcón de Pilatos, 466 m 42° 08′ 32″ nord, 1° 28′ 51″ ouest
- Piskerra, 466 m 42° 13′ 22″ nord, 1° 26′ 22″ ouest
- Portal, 462 m 42° 07′ 39″ nord, 1° 31′ 19″ ouest
- Cruz del Pelotero, 461 m 42° 08′ 23″ nord, 1° 28′ 20″ ouest
- Cabezo de Sardazuria, 461 m 42° 16′ 50″ nord, 1° 23′ 33″ ouest
- Punta de la Estroza, 460 m 42° 15′ 19″ nord, 1° 29′ 19″ ouest
- La Gorra, 460 m 42° 14′ 35″ nord, 1° 25′ 13″ ouest
- Cabezo Chimorra, 459 m 42° 08′ 29″ nord, 1° 29′ 24″ ouest
- Cabezo Hermoso, 459 m 42° 08′ 15″ nord, 1° 30′ 03″ ouest
- Cabezochico Hermoso, 452 m 42° 07′ 47″ nord, 1° 30′ 12″ ouest
- Cabezogancho, 452 m 42° 06′ 13″ nord, 1° 27′ 18″ ouest
- Cabezo de Malafé, 451 m 42° 06′ 35″ nord, 1° 29′ 50″ ouest
- Cabezo Balsaforada, 444 m 42° 07′ 18″ nord, 1° 31′ 38″ ouest
- Cabezo de la Estefanía, 443 m 42° 12′ 50″ nord, 1° 37′ 57″ ouest
- Peña Rostro, 443 m 42° 16′ 47″ nord, 1° 24′ 38″ ouest
- Loma de la Madera, 434 m 42° 08′ 41″ nord, 1° 25′ 16″ ouest
- La Sarda del Trillo, 432 m 42° 12′ 46″ nord, 1° 33′ 34″ ouest
- Rada, 428 m 42° 20′ 25″ nord, 1° 36′ 57″ ouest
- Cabezo de las Pilas, 426 m 42° 06′ 01″ nord, 1° 29′ 19″ ouest
- Cabezo de Sanchicorrota, 425 m 42° 11′ 55″ nord, 1° 25′ 16″ ouest
- Cabezas Altas, 413 m 42° 12′ 55″ nord, 1° 39′ 03″ ouest
- Plana de la Carbonera, 409 m 42° 14′ 10″ nord, 1° 36′ 45″ ouest
- Cabezo de la Junta, 409 m 42° 14′ 42″ nord, 1° 35′ 48″ ouest
- Candévalos, 408 m 42° 13′ 44″ nord, 1° 32′ 34″ ouest
- Cabezo Calamocho, 396 m 42° 14′ 16″ nord, 1° 36′ 23″ ouest
- Peñaflor Sur, 394 m 42° 15′ 07″ nord, 1° 31′ 09″ ouest
- Peñaflor, 393 m 42° 15′ 13″ nord, 1° 31′ 11″ ouest
- La Quemada, 388 m 42° 15′ 09″ nord, 1° 31′ 37″ ouest
- Cuesta de Lucas, 371 m 42° 13′ 29″ nord, 1° 31′ 23″ ouest
- Cabezo de las Cortinillas, 370 m 42° 12′ 26″ nord, 1° 29′ 56″ ouest
- Mesalobar, 367 m 42° 10′ 31″ nord, 1° 29′ 25″ ouest
- Cabezo de las Cortinas, 364 m 42° 12′ 41″ nord, 1° 30′ 23″ ouest
- Belcho, 361 m 42° 10′ 20″ nord, 1° 29′ 33″ ouest